# Marcel Reinhard
Pour les articles homonymes, voir Reinhard.
Marcel Reinhard, né le 17 mai 1899 à Paris (1er arrondissement), mort le 25 septembre 1973 à Binic (département des Côtes-d'Armor), est un historien français, spécialiste de la Révolution française et de démographie historique.
Auteur en 1949 de la première synthèse consacrée à l'histoire de la population mondiale, titulaire de la chaire d'histoire de la Révolution à l'université de Paris de 1955 à 1967, il est le premier président, en 1963, de la Société de démographie historique qui publie la seule revue francophone consacrée à ce domaine : les Annales de démographie historique.

## Biographie

### Jeunesse et études
Marcel Reinhard est le fils d'Edmond Reinhard, tailleur, et de Louise Monnier.
Marcel Reinhard s'engage volontairement, par devancement l'appel, et participe aux derniers combats de la Grande Guerre. Il est décoré de la croix de guerre. 
Il est reçu à l'agrégation d'histoire et géographie en 1923.

### Parcours professionnel
Marcel Reinhard commence sa carrière d'enseignant au Prytanée militaire de La Flèche en 1924. Il enseigne ensuite  au lycée Carnot (1935-1938) puis au lycée Louis-le-Grand (1938-1948) avant d'être nommé dans l'enseignement supérieur, moment à partir duquel il reprend ses travaux d'historien. 
Il est professeur à la faculté des lettres de l'université de Caen de 1948 à 1955, puis à l'université de Paris de 1955 à 1967, où il occupe la chaire d'histoire de la Révolution française. Il enseigne également à l'Institut d'études politiques de Paris, où il est connu comme un excellent enseignant . Il enseigne enfin à l'Institut de démographie de l'Université de Paris.
Nommé à la tête de l'Institut d'histoire de la Révolution française, il occupe cette fonction jusqu'en 1967, année où il part en retraite. Il participe en 1962 à la création de la Société de démographie historique dont il est le premier président, et qui publie à partir de 1964 les Annales de démographie historique.
En 1964 il dirige les recherches donnant au lieu au colloque tenu à Lyon pour le 175ème anniversaire de la Révolution.
En 2006, il est fait Juste parmi les nations à titre posthume, avec son épouse Marthe, pour avoir sauvé Geneviève Delzant, une de ses élèves que le couple considérera dès lors comme son septième enfant.

## Principaux sujets d'étude
Sa thèse de doctorat, soutenue en 1935, est consacrée au Département de la Sarthe sous le régime directorial et obtient le prix Montyon 1936 de l'Académie française. Il reste pendant toute sa carrière fidèle à la période de la Révolution française, contribuant à élargir son champ d'étude aux thèmes de la démographie de la période 1789-1799 et du Paris révolutionnaire.
En effet, les deux volumes qu'il consacre à Carnot le font à la fois connaître d'un public plus large et reconnaître comme un spécialiste de la période révolutionnaire .
Il s'intéresse toutefois à d'autres époques, rédigeant par exemple deux ouvrages sur Henri IV, dont Henri IV ou la France sauvée, publié sous l'Occupation, pour lequel l'Académie française lui décerne un prix d'Académie .
Spécialiste de la démographie historique, il publie en 1949 une Histoire de la population mondiale de 1700 à 1948, première synthèse de l'histoire de la population mondiale.
Marcel Reinhard dirige également la rédaction de l'Histoire de France publiée par Larousse en 1954, rédigeant en particulier la partie consacrée à la Révolution française. Il s'intéresse enfin à l'enseignement de l'histoire, publiant un livre sur ce sujet, ainsi qu'une note sur l'Étude de la population pendant la Révolution et l'Empire pour le Ministère de l'Éducation nationale.

## Principales publications
- Le Département de la Sarthe sous le régime directorial , Saint Brieuc, Les Presses bretonnes (1936)

- Prix Montyon 1936 de l'Académie française
- La légende d'Henri IV, Paris, Librairie Hachette (1936)
- Henri IV ou la France sauvée, Paris, Librairie Hachette (1943)

- Prix d’Académie 1944 de l'Académie française
- Avec Bonaparte en Italie, Paris, Hachette (1946)

- Prix Montyon 1947 de l'Académie française
- Histoire de la population mondiale de 1700 à 1948, Paris, Domat-Montchrestien (1949)
- Le Grand Carnot, Paris, Hachette (2 volumes, 1950 et 1952)
- La France du Directoire, Paris, Centre de documentation universitaire (1956)
- L'enseignement de l'histoire et ses problèmes, Paris, Presses Universitaires de France (1957)
- L'Armée et la Révolution pendant la Convention, Paris, Centre de documentation universitaire (1957)
- Paris pendant la Révolution, Paris, Centre de documentation universitaire (1963)
- La Chute de la Royauté  : 10 août 1792, Paris, Gallimard (1969)
- La Révolution 1789-1799, Paris, Association pour la publication d'une histoire de Paris (1971)

- Prix Marie-Eugène Simon-Henri-Martin 1973 de l’Académie française